# Pennes-le-Sec
Pennes-le-Sec é uma comuna francesa na região administrativa de Auvérnia-Ródano-Alpes, no departamento de Drôme. Estende-se por uma área de 9,31 km². Em 2010 a comuna tinha 38 habitantes (densidade: 4,1 hab./km²).